# Campo Bom
Campo Bom là một đô thị thuộc bang Rio Grande do Sul, Brasil. Đô thị này có diện tích 61,406 km², dân số năm 2007 là 56585 người, mật độ 921,49 người/km².